# 皮特凯恩群岛旗帜

皮特凯恩群岛旗帜

皮特凯恩群岛徽章

皮特凯恩总督旗

皮特凯恩群岛旗帜於1984年4月2日采用。属于蓝船旗，左上角为英国国旗，右边有皮特凯恩群岛徽章。
皮特凯恩群岛总督旗为另外的旗帜，徽章加于英国国旗中心。